# VAG GT8D-MNZ
Der GT8Z bzw. ursprünglich GT8D-MNZ oder kurz GT8D der Freiburger Verkehrs-AG (VAG) ist die zweite teilweise niederflurige Fahrzeugserie der Straßenbahn Freiburg im Breisgau. Die 26 Zweirichtungswagen wurden 1993 und 1994 von den Herstellern Duewag (wagenbaulicher Teil) und ABB (elektrischer Teil) geliefert und haben mit 48 Prozent der Gesamtlänge einen wesentlich größeren Niederfluranteil als der erste Freiburger Niederflurtyp GT8N mit 9 Prozent. Es handelt sich um 33,090 Meter lange, dreiteilige Gelenkwagen mit aufgesattelten Endwagen und vierachsigem Mittelteil.

## Geschichte und Einsatz
Das erste fertiggestellte Fahrzeug wurde am 2. Dezember 1993 der Öffentlichkeit präsentiert. 1994 wurde die Auslieferung abgeschlossen. Die GT8D-MNZ können im gesamten Netz eingesetzt werden. Nachdem sie die GT4 ersetzt hatten, waren sie bis 1999 die einzigen Zweirichtungswagen im Linienverkehr der Freiburger Straßenbahn. Dementsprechend wurden sie auf allen Strecken zwingend benötigt, an deren Ende keine Wendemöglichkeit für Einrichtungswagen vorhanden war. Da die ab 1999 beschafften Zweirichtungswagen für die Strecke nach Günterstal zu lang sind, kann diese auch weiterhin ausschließlich von GT8D-MNZ bedient werden. Andererseits führt die Länge der ab 1999 beschafften Fahrzeuge dazu, dass die GT8D-MNZ wegen ihrer niedrigeren Kapazität selten auf der hoch ausgelasteten Linie 1 eingesetzt werden.
Von 2013 bis 2021 wurden die Fahrzeuge für mindestens 16 weitere Einsatzjahre modernisiert. Weil dadurch stets drei bis vier Wagen gleichzeitig nicht verfügbar waren, kam es zu Schwierigkeiten, genügend Fahrzeuge für den Linienverkehr bereitzustellen. Zur Modernisierung gehörte einerseits eine mechanische Sanierung der Wagenkästen mit Neulackierung, welche beim ersten Fahrzeug von der VAG selbst und ab dem zweiten von Siemens durchgeführt wurde. Andererseits lieferte Cegelec die neue elektrische Ausrüstung. Außerdem erneuerte die VAG den Fahrgastraum.
Im Februar 2023 wurde der Wagen 243 bei einer Flankenfahrt mit einem anderen Straßenbahnwagen an einem der Gelenke getrennt. Das Fahrzeug wurde nicht repariert.

## Technik und Aufbau
Alle vier Drehgestelle sind als Triebdrehgestelle mit je zwei wassergekühlten, quer angeordneten Drehstrom-Asynchronmaschinen ausgeführt. Sie entsprechen einer damaligen Standardausführung der Duewag, welche beispielsweise auch bei den Fahrzeugtypen R1.1 (Bonn), MGT6D (Halle (Saale)), 3800 (Valencia), Articulados (Lissabon) und 6NGTWDE (Rostock) zur Anwendung kam. Der Allradantrieb wurde wegen der Brückenrampen am Hauptbahnhof und an der Dreisam mit Längsneigungen von bis zu sechs Prozent gewählt.
Wegen der gegenüber Gleichstrommaschinen kompakteren Drehstrom-Asynchronmaschinen konnte der Fußboden über den Triebdrehgestellen deutlich niedriger ausgeführt werden als beim GT8N. Bei 560 mm über der Schienenoberkante ist von den Einstiegen bzw. von den Niederflurbereichen aus dennoch eine Stufe notwendig. Zwischen den Triebdrehgestellen ergeben sich drei getrennte Niederflurbereiche mit einer Fußbodenhöhe von 350 mm. Von diesen aus wird der Boden zu den Türen hin mit Rampen auf 290 mm abgesenkt.
Pro Niederflurbereich ist beidseitig je eine Doppeltür angeordnet. Die Türpaare liegen sich dabei nicht direkt gegenüber, sondern sind gegeneinander versetzt. Zusätzlich gibt es jeweils zwischen Wagenende und erstem Drehgestell eine Doppeltür (in Fahrtrichtung des zugehörigen Führerstands rechts), die direkt in den Mittelflurbereich führt. Ungewöhnlich für Fahrzeuge dieser Baujahre ist die Verwendung von Falttüren statt Schwenkschiebetüren. Außerdem erhielt der GT8D-MNZ einen klassischen Scherenstromabnehmer zur Stromübertragung, während anderswo üblicherweise bereits Einholmstromabnehmer Anwendung fanden.
Die Wagenkästen sind in Leichtbauweise aus Stahl geschweißt. Insbesondere die Front ist deutlich eckiger gestaltet als bei den zuvor beschafften Fahrzeugserien. Prägend sind dabei die relativ großen, übereinander angeordneten Linien- und Zielanzeigen, wie sie beispielsweise bei der Straßenbahn Amsterdam üblich waren. Ursprünglich waren sowohl die Liniennummern- als auch die Zielanzeige als Rollband ausgeführt. Der Ersatz durch digitale Anzeigen erfolgte bei den Zielanzeigen wesentlich früher als bei den Linienanzeigen. Die Frontscheibe ist geneigt, um Blendungen weitgehend zu vermeiden. Erstmals bei der Freiburger Straßenbahn sind die Führerstände vom Fahrgastraum abgetrennte Kabinen.

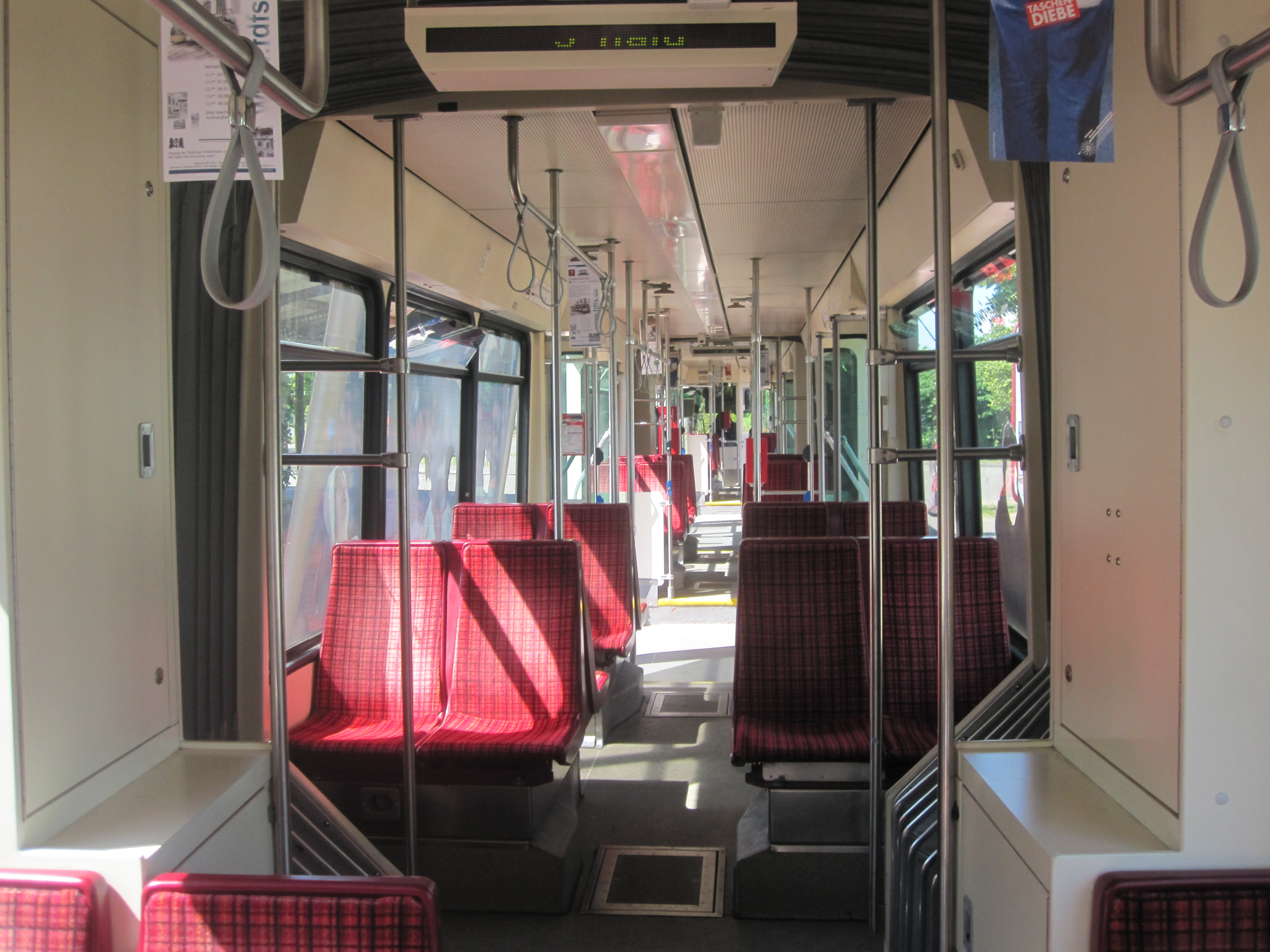
Fahrgastraum vor Modernisierung
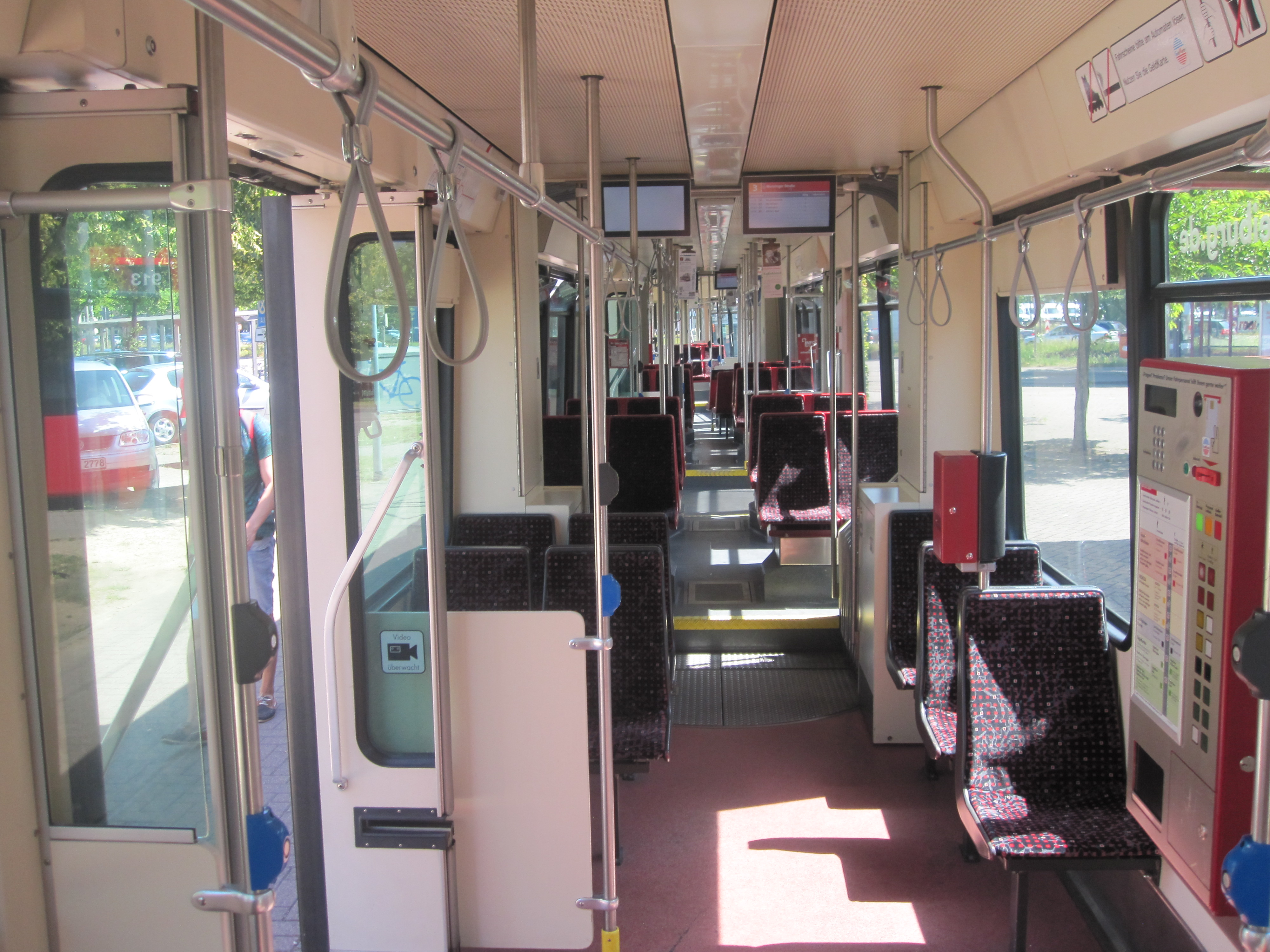
Fahrgastraum nach Modernisierung
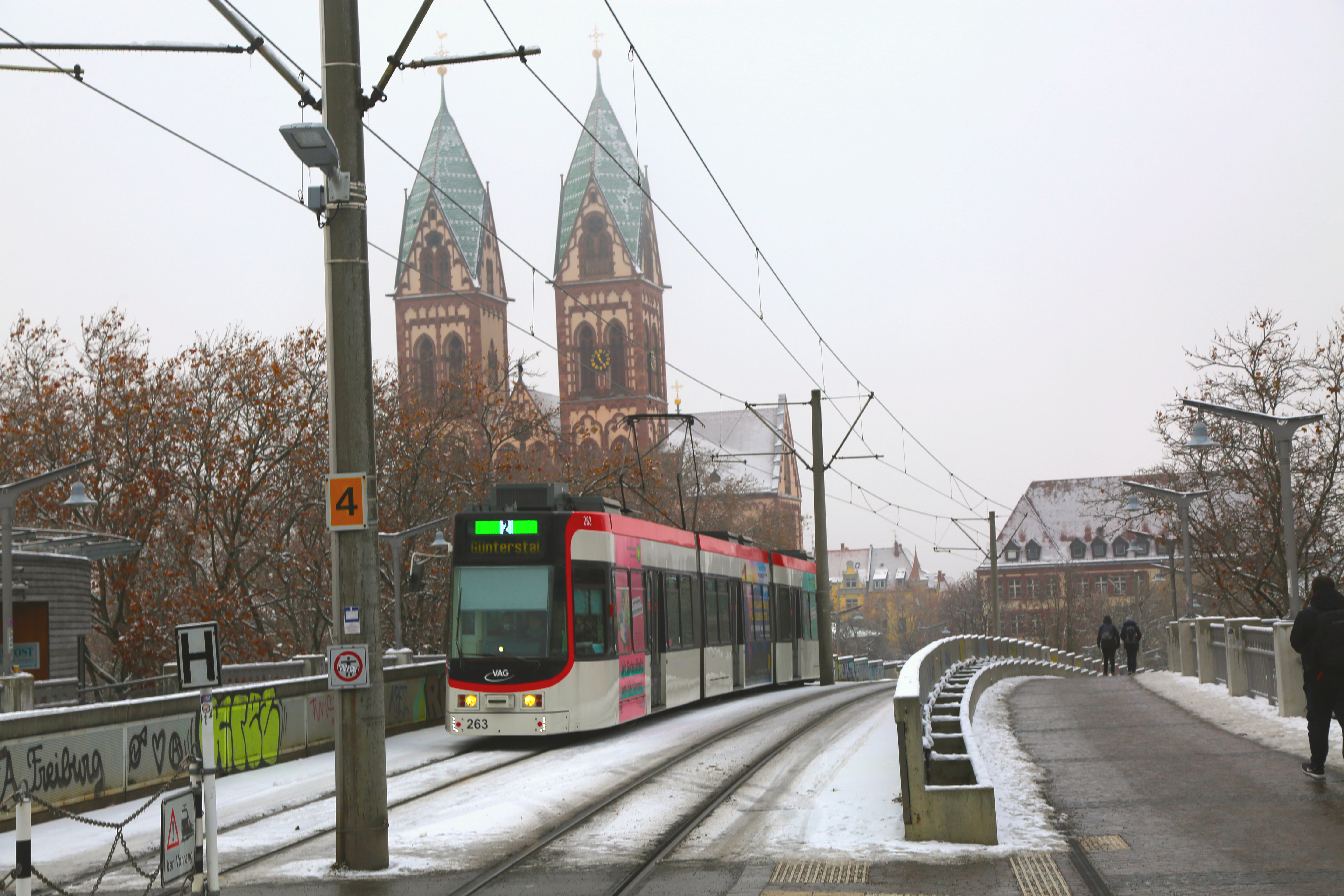
Wagen 263 nach der Modernisierung (2022)